# Сент-Огастін-Шорс (Флорида)
Сент-Огастін-Шорс (англ. St. Augustine Shores) — переписна місцевість (CDP) в США, в окрузі Сент-Джонс штату Флорида. Населення — 8706 осіб (2020).

## Географія
Сент-Огастін-Шорс розташований за координатами 29°48′19″ пн. ш. 81°18′43″ зх. д. / 29.80528° пн. ш. 81.31194° зх. д. (29.805218, -81.311974).  За даними Бюро перепису населення США в 2010 році переписна місцевість мала площу 11,65 км², з яких 11,40 км² — суходіл та 0,25 км² — водойми.

## Демографія
Згідно з переписом 2010 року, у переписній місцевості мешкало 7359 осіб у 3466 домогосподарствах у складі 2105 родин. Густота населення становила 632 особи/км².  Було 4117 помешкань (353/км²).
Расовий склад населення:
| - 94,7 % — білих - 2,3 % — чорних або афроамериканців - 1,2 % — азіатів - 0,1 % — корінних американців |

До двох чи більше рас належало 1,3 %. Частка іспаномовних становила 5,1 % від усіх жителів.
За віковим діапазоном населення розподілялося таким чином: 16,9 % — особи молодші 18 років, 54,9 % — особи у віці 18—64 років, 28,2 % — особи у віці 65 років та старші. Медіана віку мешканця становила 50,6 року. На 100 осіб жіночої статі у переписній місцевості припадало 82,8 чоловіків;  на 100 жінок у віці від 18 років та старших — 80,9 чоловіків також старших 18 років.
Середній дохід на одне домашнє господарство  становив 58 331 долар США (медіана — 43 053), а середній дохід на одну сім'ю — 74 362 долари (медіана — 56 341). Медіана доходів становила 42 255 доларів для чоловіків та 33 717 доларів для жінок. За межею бідності перебувало 10,4 % осіб, у тому числі 6,6 % дітей у віці до 18 років та 11,0 % осіб у віці 65 років та старших.
Цивільне працевлаштоване населення становило 3213 осіб. Основні галузі зайнятості: освіта, охорона здоров'я та соціальна допомога — 23,9 %, виробництво — 14,4 %, роздрібна торгівля — 13,6 %, мистецтво, розваги та відпочинок — 13,0 %.